# Hall of Fame Open 2019 - Doppio
Jonathan Erlich e Artem Sitak erano i detentori del titolo, ma sono stati sconfitti al primo turno da Marcel Granollers e Sergiy Stakhovsky.
In finale Granollers e Stakhovsky hanno sconfitto Marcelo Arévalo e Miguel Ángel Reyes Varela con il punteggio di 6(10)–7, 6-4, [13-11].

## Teste di serie
1. Santiago González /  Aisam-ul-Haq Qureshi (primo turno)
2. Jonathan Erlich /  Artem Sitak (primo turno)

1. Marcus Daniell /  Leander Paes (semifinale)
2. Ben McLachlan /  John-Patrick Smith (semifinale)

## Wildcard
1. Maxime Cressy /  Keegan Smith (primo turno)

1. Tennys Sandgren /  Max Schnur (primo turno)

## Tabellone

### Legenda
| - Q = Qualificato - WC = Wild card - LL = Lucky loser | - ALT = Alternate - SE = Special Exempt - PR = Protected Ranking | - w/o = Walkover - r = Ritirato - d = Squalificato |

|  | Primo turno             | Primo turno                 | Primo turno               | Primo turno | Primo turno |  |  | Quarti di finale          | Quarti di finale          | Quarti di finale          | Quarti di finale          | Quarti di finale |   |      | Semifinali                | Semifinali                | Semifinali                | Semifinali                | Semifinali |   |      | Finale | Finale | Finale | Finale | Finale |  |
|  |                         |                             |                           |             |             |  |  |                           |                           |                           |                           |                  |   |      |                           |                           |                           |                           |            |   |      |        |        |        |        |        |  |
|  | 1                       | S González A-u-H Qureshi    | 6                         | 64          | [12]        |  |  |                           |                           |                           |                           |                  |   |      |                           |                           |                           |                           |            |   |      |        |        |        |        |        |  |
|  |                         | B Klahn D Kudla             | 3                         | 7           | [14]        |  |  | B Klahn D Kudla           | B Klahn D Kudla           | B Klahn D Kudla           | 3                         | 3                |   |      |                           |                           |                           |                           |            |   |      |        |        |        |        |        |  |
|  |                         | M Arévalo MÁ Reyes Varela   | M Arévalo MÁ Reyes Varela | 6           | 6           |  |  | M Arévalo MÁ Reyes Varela | M Arévalo MÁ Reyes Varela | M Arévalo MÁ Reyes Varela | 6                         | 6                |   |      |                           |                           |                           |                           |            |   |      |        |        |        |        |        |  |
|  | WC                      | T Sandgren M Schnur         | T Sandgren M Schnur       | 3           | 4           |  |  |                           |                           |                           |                           |                  |   |      |                           | M Arévalo MÁ Reyes Varela | 7                         | 4                         | [10]       |   |      |        |        |        |        |        |  |
|  | 4                       | B McLachlan J-P Smith       | B McLachlan J-P Smith     | 6           | 7           |  |  |                           |                           | 4                         | B McLachlan J-P Smith     | 5                | 6 | [4]  |                           |                           |                           |                           |            |   |      |        |        |        |        |        |  |
|  |                         | U Humbert H Nys             | U Humbert H Nys           | 3           | 67          |  |  | 4                         | B McLachlan J-P Smith     | B McLachlan J-P Smith     | 6                         | 6                |   |      |                           |                           |                           |                           |            |   |      |        |        |        |        |        |  |
|  |                         | N Monroe M Zverev           | 7                         | 64          | [10]        |  |  |                           | N Monroe M Zverev         | N Monroe M Zverev         | 3                         | 4                |   |      |                           |                           |                           |                           |            |   |      |        |        |        |        |        |  |
|  | WC                      | M Cressy K Smith            | 65                        | 7           | [7]         |  |  |                           |                           |                           |                           |                  |   |      | M Arévalo MÁ Reyes Varela | M Arévalo MÁ Reyes Varela | 7                         | 4                         | [11]       |   |      |        |        |        |        |        |  |
|  | M Ebden R Lindstedt     | M Ebden R Lindstedt         | M Ebden R Lindstedt       | 7           | 6           |  |  |                           |                           |                           |                           |                  |   |      |                           |                           | M Granollers S Stakhovsky | M Granollers S Stakhovsky | 610        | 6 | [13] |        |        |        |        |        |  |
|  | A Bublik D Istomin      | A Bublik D Istomin          | A Bublik D Istomin        | 5           | 2           |  |  |                           | M Ebden R Lindstedt       | 4                         | 7                         | [12]             |   |      |                           |                           |                           |                           |            |   |      |        |        |        |        |        |  |
|  |                         | M Purcell L Saville         | 6                         | 2           | [5]         |  |  | 3                         | M Daniell L Paes          | 6                         | 5                         | [14]             |   |      |                           |                           |                           |                           |            |   |      |        |        |        |        |        |  |
|  | 3                       | M Daniell L Paes            | 2                         | 6           | [10]        |  |  |                           |                           |                           |                           |                  |   |      | 3                         | M Daniell L Paes          | 6                         | 68                        | [9]        |   |      |        |        |        |        |        |  |
|  | J Nedunchezhiyan P Raja | J Nedunchezhiyan P Raja     | J Nedunchezhiyan P Raja   | 63          | 610         |  |  |                           |                           |                           | M Granollers S Stakhovsky | 3                | 7 | [11] |                           |                           |                           |                           |            |   |      |        |        |        |        |        |  |
|  | M Gong Z Zhang          | M Gong Z Zhang              | M Gong Z Zhang            | 7           | 7           |  |  | M Gong Z Zhang            | M Gong Z Zhang            | M Gong Z Zhang            | 2                         | 3                |   |      |                           |                           |                           |                           |            |   |      |        |        |        |        |        |  |
|  |                         | M Granollers S Stachovs'kyj | 6                         | 6           | [11]        |  |  | M Granollers S Stakhovsky | M Granollers S Stakhovsky | M Granollers S Stakhovsky | 6                         | 6                |   |      |                           |                           |                           |                           |            |   |      |        |        |        |        |        |  |
|  | 2                       | J Erlich A Sitak            | 7                         | 3           | [9]         |  |  |                           |                           |                           |                           |                  |   |      |                           |                           |                           |                           |            |   |      |        |        |        |        |        |  |